# Haren (Brabant-Septentrional)
Pour les articles homonymes, voir Haren.

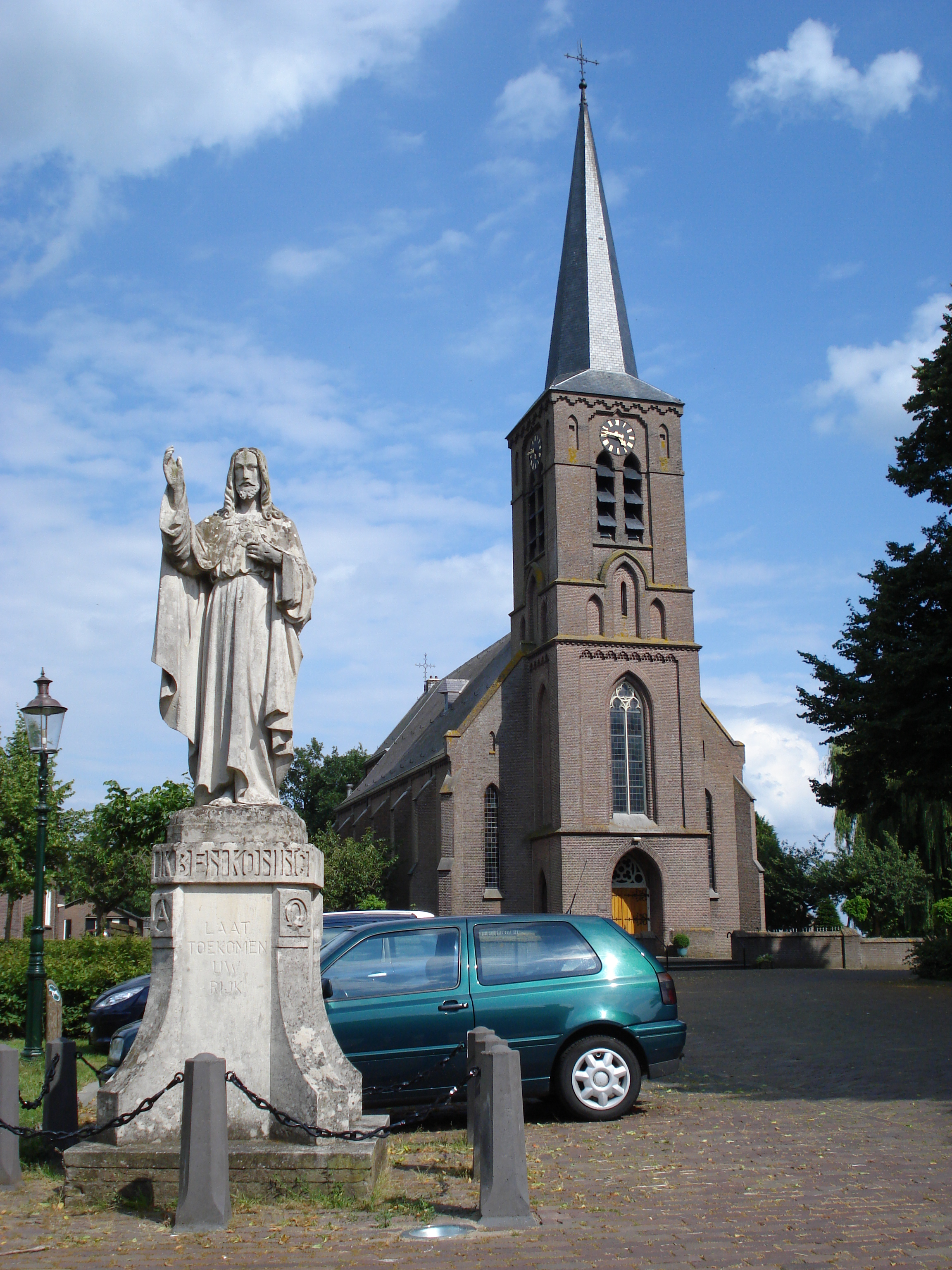
Haren, l'église.

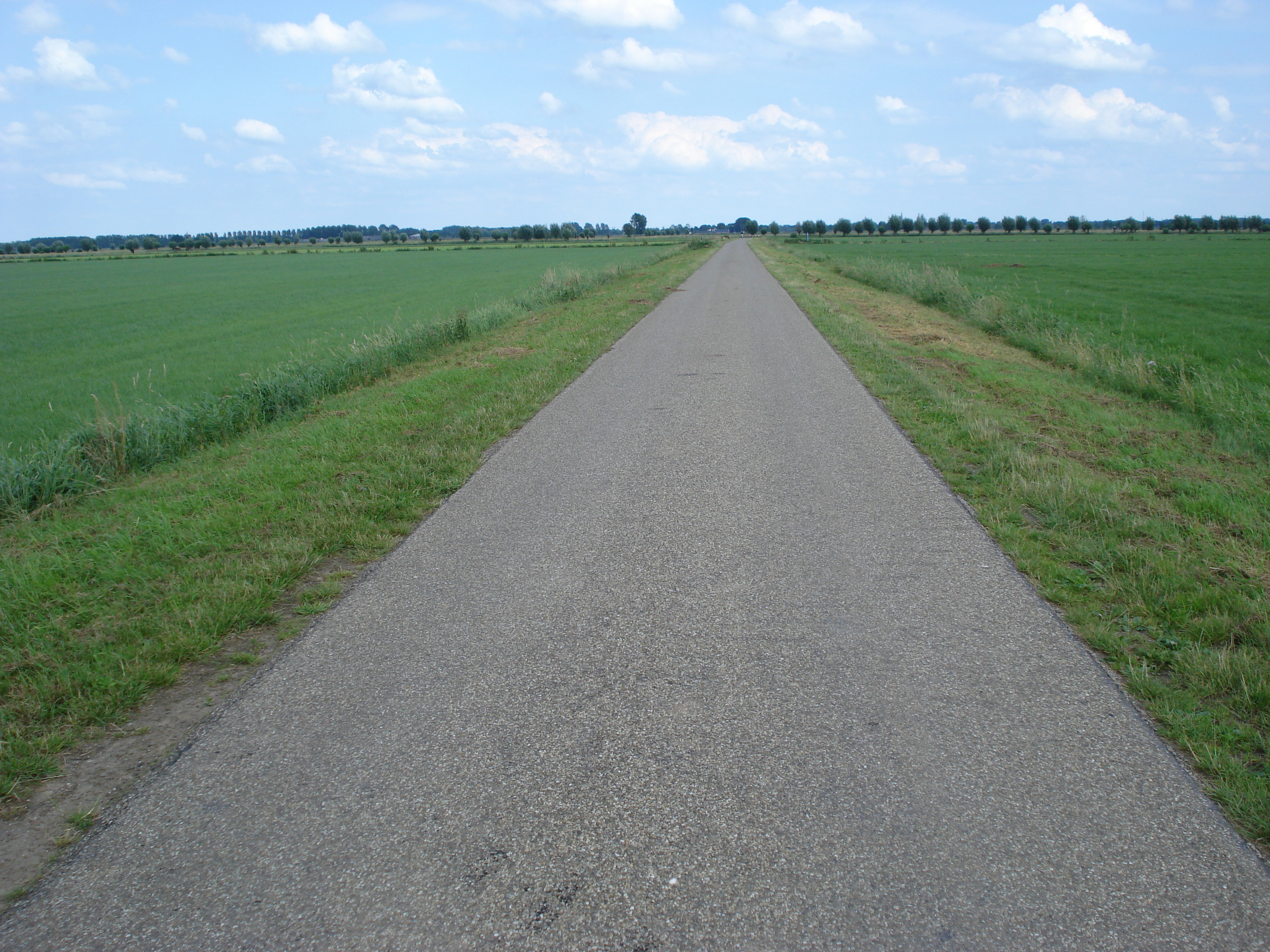
Haren, Groenendijk, digue perpendiculaire dans la Traverse du Beerse Overlaat.

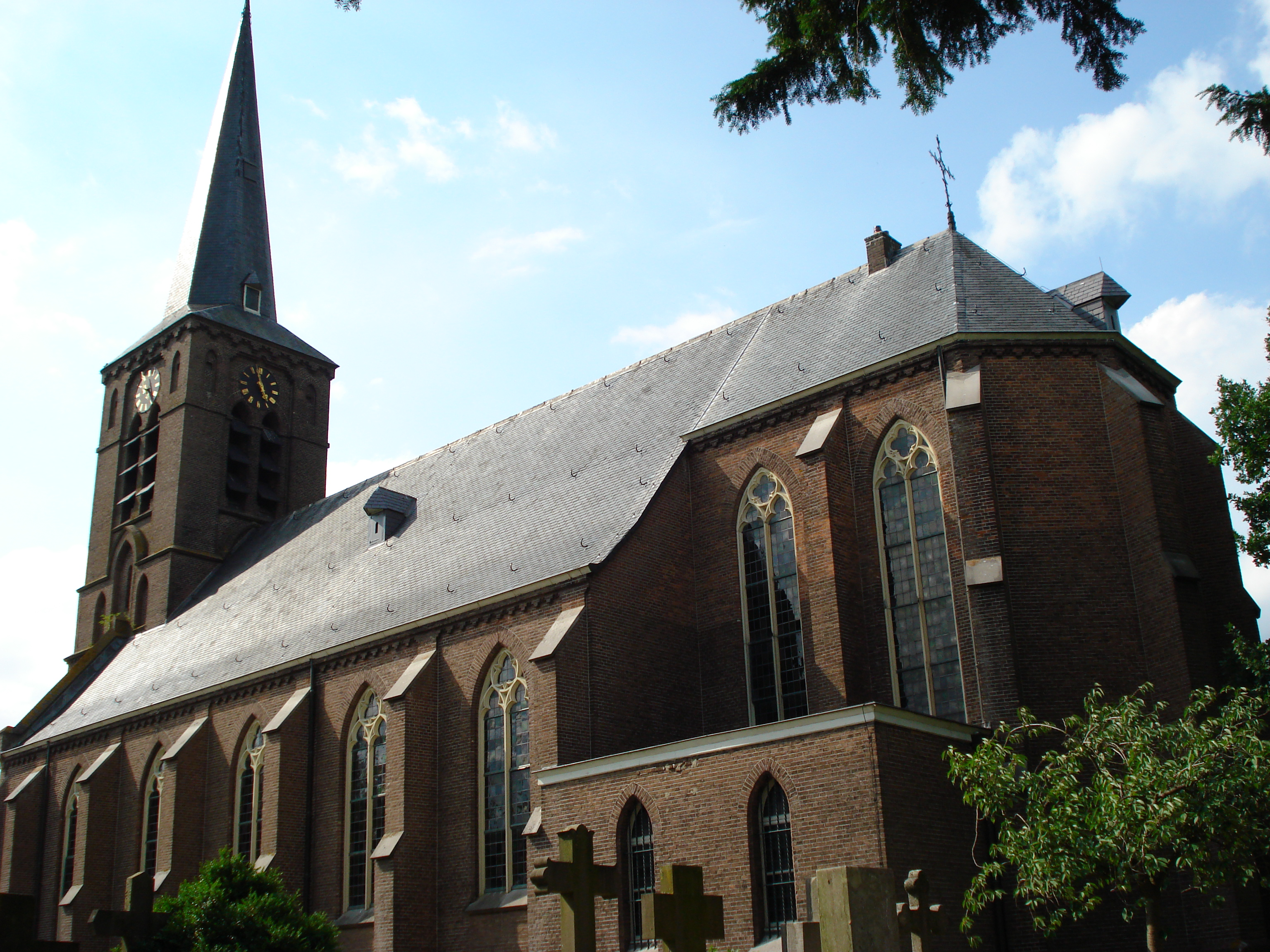
Haren, l'église vue du cimetière.

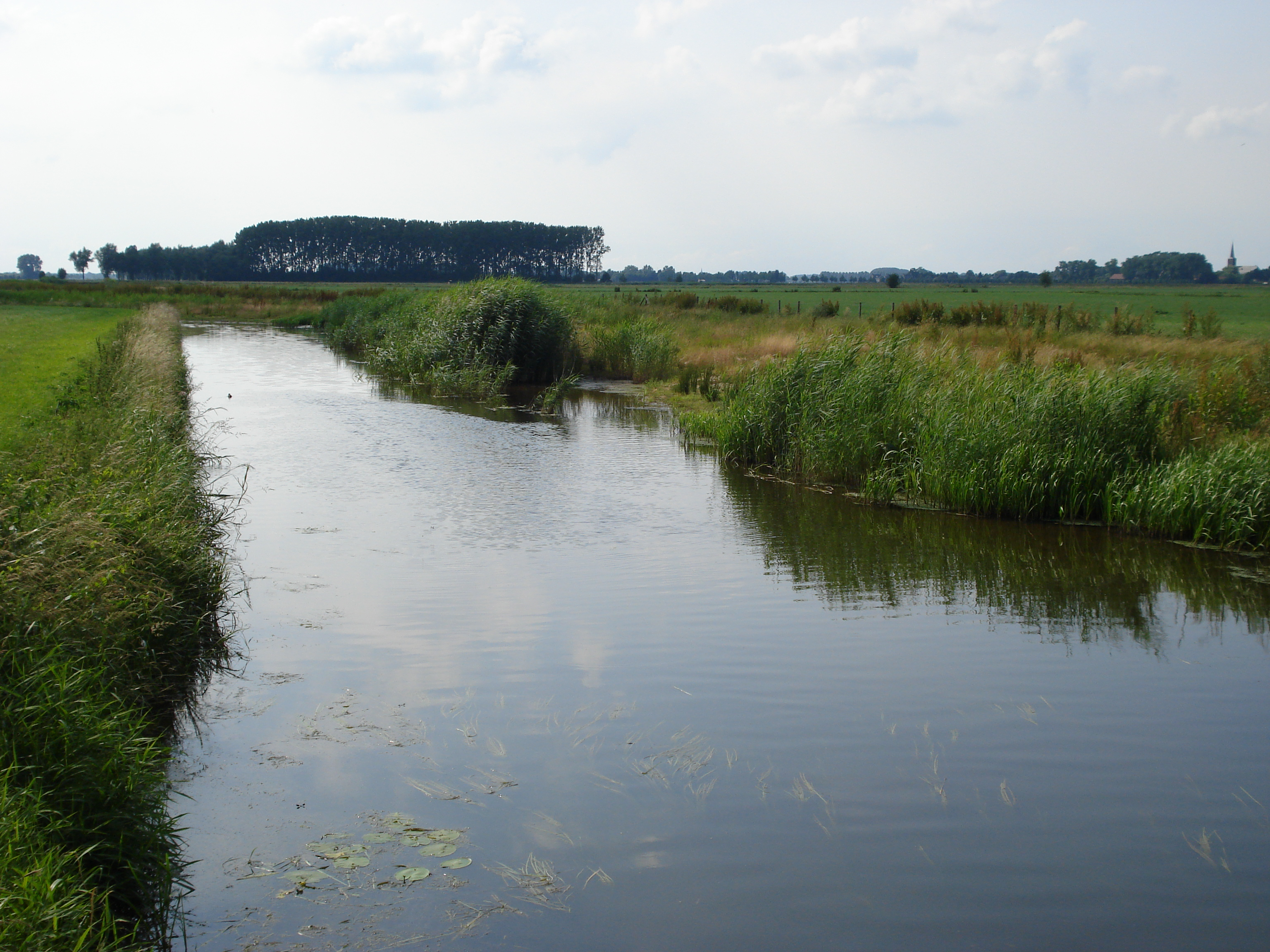
Haren, Hertogswetering, longeant la Traverse du Beerse Overlaat, au fond à droite Haren.

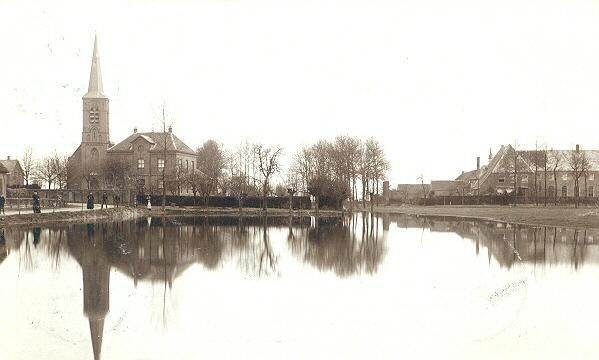
Haren au temps de crue, la Traverse du Beerse Overlaat remplie d'eau.

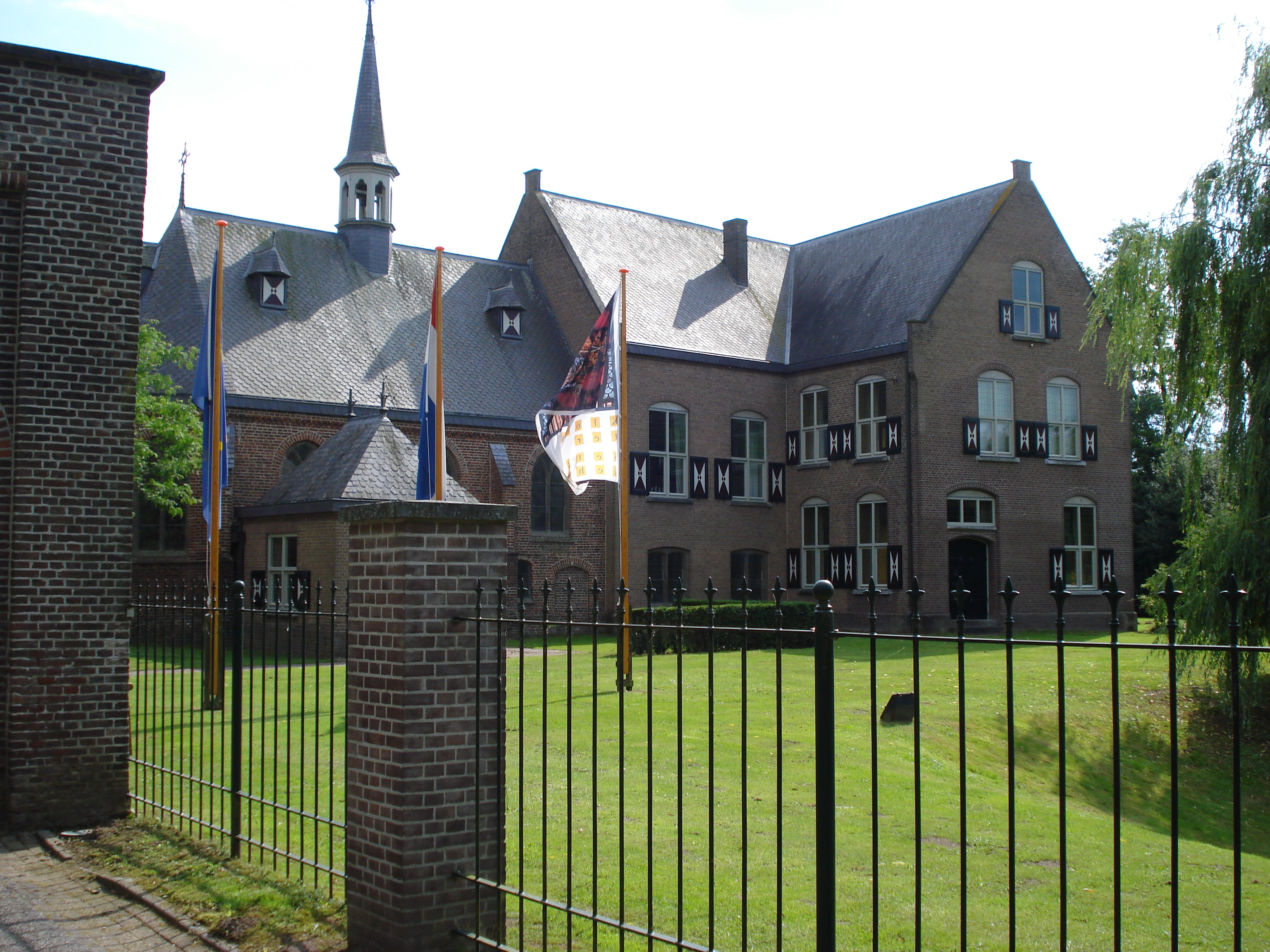
Haren, ancien couvent Bethlehem.

Haren est un village néerlandais de la commune d'Oss au nord-est de la province du Brabant-Septentrional. Le 1er janvier 2005, Haren compte 773 habitants.

## Histoire
Haren appartenait depuis des siècles au comté de Megen. En 1810 la commune de Haren en Macharen est formée, pour quelques années seulement, puisqu'en 1822, cette ancienne commune est réintégrée à la commune de Megen, appelée alors Megen, Haren en Macharen, qui à son tour au 1er janvier 1994 est annexée à la commune d'Oss.

## La Meuse proche
Haren est situé près d'un ancien lit de la Meuse au nord et au sud s'étend la traverse du Déversoir de Beers. Jusqu'à la canalisation de la Meuse et la fermeture, en 1942, du Déversoir de Beers, le village a vécu dans la peur des inondations, qui ont freiné son développement. Pour maîtriser les eaux déversés en temps de crue, on construisait des digues perpendiculaires à la traverse. Un exemple de ce type de digue est le Groenendijk, qui va de Haren au territoire de Berghem.

## Divers
L'église paroissiale Saint Lambert date de 1867-1868. Les sœurs Pénitentes de l'ordre des franciscaines avaient un monastère Bethlehem à Haren. Le bâtiment est maintenant un centre d'études.
Le village est connu grâce au Harense Smid (Forgeron de Haren), fondé en 1827, et qui s'est développé pour devenir une chaîne de magasins d'appareils électroménagers.